# Атурупане, Харша
Дж. Харша А. Атурупане (англ. G. Harsha A. Aturupane, род. 1960) — шри-ланкийский шахматист, мастер ФИДЕ.
Один из сильнейших шахматистов Шри-Ланки рубежа 1970—1980-х гг.
Трехкратный чемпион Шри-Ланки (1977, 1980 и 1981 гг.).
В составе сборной Шри-Ланки участник шахматных олимпиад 1978, 1982, 1984 и 1986 гг.
В шахматных базах партии Харши Атурупане часто смешивают с партиями другого шри-ланкийского шахматиста Харинлала Атурупане.

## Спортивные результаты
| Год  | Город        | Соревнование                                   | + | − | = | Результат | Место |
| ---- | ------------ | ---------------------------------------------- | - | - | - | --------- | ----- |
| 1977 |              | Чемпионат Шри-Ланки                            |   |   |   |           | 1     |
| 1978 | Буэнос-Айрес | XXIII Олимпиада (сборная Шри-Ланки, ?-я доска) | 8 | 4 | 2 | 9 из 14   |       |
| 1980 |              | Чемпионат Шри-Ланки                            |   |   |   |           | 1     |
| 1981 |              | Чемпионат Шри-Ланки                            |   |   |   |           | 1     |
| 1982 | Люцерн       | XXV Олимпиада (сборная Шри-Ланки, ?-я доска)   |   |   |   |           |       |
| 1984 | Салоники     | XXVI Олимпиада (сборная Шри-Ланки, ?-я доска)  |   |   |   |           |       |
| 1986 | Дубай        | XXVII Олимпиада (сборная Шри-Ланки, ?-я доска) |   |   |   |           |       |

## Изменения рейтинга
| Графики недоступны из-за технических проблем. См. информацию на Фабрикаторе и на mediawiki.org. |